# Elrond
Elrond Peredhel är en romanfigur i J.R.R. Tolkiens böcker om Härskarringen. Han var herre över Vattnadal och var en av de största alverna som vandrade på Midgård under hela den andra och tredje åldern.

## Biografi

### Första åldern
Elrond och hans tvillingbror Elros föddes år 58 innan slutet av den första åldern. Det finns ingen definitiv kronologi i första åldern, men enligt en version var Elrond och Elros födda år 532 och den första åldern tog sitt slut år 590. Deras far var Eärendil och deras mor var Elwing. Eärendil var halvalv: då hans mor Idril var en alv och hans far Tuor var en människa. Elwings mor Nimloth var en alv och hennes far Dior var son till människan Beren och Lúthien, som är dotter till en alv och en Maia. Således härstammade Elrond och Elros av både alver och människor och räknades som Halvalver. Elrond och Elros föddes båda i Midgård. Deras familj bodde nära floden Sirions mynning. Medan Eärendil var borta till sjöss anfölls Beleriands sydvästra kust av Fëanors söner. De plundrade Sirions hamnar och letade efter silmarillen som Elwing hade i sin ägo. Elrond och Elros togs tillfånga av dem, och Fëanors son Maglor förbarmade sig över dem och skonade deras liv. Det sägs att han tog vårdnaden om de två barnen och fostrade dem för en tid, men enligt en annan berättelse lämnades tvillingarna av sina kidnappare i en grotta bakom ett vattenfall, där de senare hittades välbehållna.
Elwing flydde med Silmarillen och fann Eärendils skepp. De bedrövades över förlusten av sina barn, och de återvände aldrig tillbaka till Midgård. Tillsammans seglade de till Valinor och Eärendil sökte efter Valars hjälp i kriget mot den onde Morgoth. I slutet av den första åldern besegrades Morgoth av Valars stora här under Vredens krig. Valan Manwë beslutade att Eärendil och Elwing, liksom Elrond och Elros och deras ättlingar, skulle få valet att välja om de ville räknas som alver eller människor. Eärendil och Elwing valde att räknas som alver, och de stannade kvar i Valinor. Elrond och Elros stod inför samma val som sina föräldrar. Elros valde att bli människa och blev därmed dödlig. Han blev Númenors förste konung, och från honom härstammade Númenors kungar, liksom Gondors och Arnors, däribland kung Aragorn Elessar. Elros levde i 500 år och dog år 442 i den andra åldern. Elrond valde att bli en alv. Han var odödlig och kunde välja att segla över havet till Valinor, men Elrond bestämde sig för att stanna kvar i Midgård med storkonungen Gil-galad av Noldor.

### Andra åldern
De bodde i Lindon, ett land väster om Blå Bergen som en gång varit en del av Beleriand, som förintades helt under Vredens krig. Morgoths tjänare Sauron överlevde Vredens krig, och omkring år 1200 i andra åldern gick han förklädd till Lindon och försökte kuva dem. Gil-galad och Elrond kände då inte igen honom, men de litade inte på honom och de vägrade att ge honom tillträde till Lindon. Trots Gil-galads och Elronds varningar blev Sauron accepterad bland alvsmederna i Eregion, och under hans undervisning började de smida Maktens ringar omkring år 1500. Omkring år 1600 smidde Sauron en egen ring för att härska över de andra ringarna, och mästersmeden Celebrimbor förstod att de hade blivit lurade. Han gömde då alvernas tre ringar för Sauron, och gav ringen Vilya till Gil-galad.
Sauron förklarade krig mot alverna och anföll Eregion år 1695. Elrond tog befäl över en styrka för att försöka stoppa honom, men de kom för sent och Saurons styrkor var övermäktig. Eregion blev förintat och Celebrimbor dräptes. Elrond samlade de överlevande och drog sig tillbaka norrut, där han etablerade en tillflyktsort i Vattnadal år 1697. Saurons styrkor trängde in i Eriador, men han kunde inte erövra Vattnadal och Lindon. År 1700 kom en stor flotta från Númenor och Saurons styrkor drevs ut från Eriadors mark. År 1701 höll alverna ett råd och beslutade att Vattnadal skulle vara deras starkaste fäste i östra Eriador. Elrond utsågs som Gil-galads viceregent i Eriador. Gil-galad kan ha gett ringen Vilya till Elrond vid denna tid, eller han kan ha gjort det under den senare delen i den Sista alliansens krig mot Sauron. Den Sista Alliansen mellan alver och människor bildades år 3430 i den andra åldern, med avsikt att konfrontera det växande hotet från Sauron. År 3431 samlade Gil-galad och Elendil sina styrkor i Vattnadal, och därifrån marscherade de mot Mordor. Elrond blev utsedd som härold och agerade som hans främste befälhavare. Elrond slogs i slaget vid Dagorlad år 3434 och under belägringen av Barad-dûr. Han stod på Domedagsbergets sluttningar år 3441, när Sauron störtades av Gil-galad och Elendils, som båda dog under striden. Elendils son Isildur tog den enda ringen från Sauron, och Elrond och Círdan rådde honom att förstöra ringen i Domedagsbergets eldar. Men Isildur vägrade och behöll ringen som sin egen. Isildur dräptes av orcher i Glitterfälten, men hans yngste son Valandil hade stannat kvar i Vattnadal.

### Tredje åldern
Under den tredje åldern fortsatte Elrond att ge stöd och skydd åt Isildurs arvingar, som var släkt med honom då de härstammade från hans bror Elros. Elrond visste att en dag skulle en ättling till Isildur spela en avgörande roll för hela Midgårds öde. Elrond var visdomens herre, och i Vattnadal försökte han bevara gamla kunskaper och historier om alverna och Midgård. Själv skrev han ett flertal böcker, och han välkomnade alver och andra besökare till sitt hem, om de ville söka sig dit för lärande, råd och tillflykt. Elrond var stark och mäktig, och han var också god. Hans utseende sågs tidlöst ut, hans ansikte var fagert och han hade mörkt hår och grå ögon. 
Under år 109 i den tredje åldern gifte sig Elrond med Celebrían, som var dotter till Galadriel och Celeborn. Deras tvillingsöner Elladan och Elrohir föddes år 130, och deras dotter Arwen föddes år 241. Elronds barn ställdes inför samma beslut som han tidigare hade gjort, om de skulle räknas som antingen alver eller människor, men de kunde fördröja sina val under en lång tid. Runt år 1300 kom Nazgûlernas herre till Eriador och etablerade ett eget rike i Angmar. Vid ett tillfälle blev Vattnadal belägrat av Angmars styrkor. År 1409 anföll Angmars styrkor Dúnedains tre riken i Arnor. Elrond kom till undsättning med soldater från Vattnadal och Lothlórien och de gick samman med Círdan från Grå hamnarna för att bistå Dúnedains styrkor. Till slut drevs Nazgûlernas herre bort från Eriador efter slaget vid Fornost år 1975, då en armé från Vattnadal, under Glorfindels befäl, anföll Angmars armé vid Fornost och krossade dem.
Dúnedain blev ett kringspritt, vandrande folk. Elrond tog vårdnaden över sönerna till Dúnedains hövdingar i Vattnadal under deras ungdom och han tog hand om Dúnedains och Isildurs arvegods: som Annúminas spira, Elendilmir, Barahirs ring och Narsils skärvor. År 2463 bildades det Vita rådet som ett svar på ett hot om en ond makt som hade ockuperat Dol Guldur i Mörkmården. Elrond var medlem i Vita rådet tillsammans med Galadriel, Círdan, Gandalf och Saruman - som blev ledare för rådet. År 2509 blev Elronds fru Celebrían tillfångatagen av orcher i Rödhornspasset medan hon färdades till Lothlórien. Hon fick ett förgiftat sår och torterades av orcherna innan hennes söner Elladan och Elrohir fann henne och räddade henne. Elrond kunde läka hennes fysiska skador, men Celebrían besvärades fortfarande av sina minnen och sin rädsla och hon kunde inte längre finna någon glädje i Midgård. Hon lämnade Midgård år 2510 och seglade över havet till Valinors förlovade land.
Det Vita rådet hade åter ett möte år 2851. Gandalf hade besökt Dol Guldur och upptäckte att den ondska som tagit fotfäste i Dol Guldur var Sauron, och han uppmanade Vita rådet att anfalla Dol Guldur. Men Saruman talade om för rådet att han trodde att den enda ringen hade spolats ner till havet, där den inte kunde återfås samt att utan den kunde Sauron inte återfå sin fulla styrka. Rådet enades om att fortsätta att vänta och se för tillfället, men Elrond hade sina tvivel.
År 2933 tog Elrond över vårdnaden av unge Aragorn, då pojkens far hade blivit dödad av orcher. Aragorn kom att bli den sextonde hövdingen av Dúnedain, men Elrond berättade inte för honom om sitt arv och kallade honom för Estel, som betyder "hopp". Elrond kom att älska Aragorn som sin egen son. Elrond fick senare besök av Gandalf och ett sällskap av tretton dvärgar och en hob vid namn Bilbo Bagger i juni 2941. Elrond granskade de svärd som Gandalf och dvärgen Thorin hade hittat i en trollgrotta, som han kände igen som svärdet Glamdring och Orkrist, och han upptäckte också några hemliga bokstäver på deras karta av Ensamma berget, som berättade om ett sätt att hitta den hemliga dörren till berget. 
Senare under samma år hade det Vita rådet sitt sista möte och beslutade att angripa Dol Guldur. Sauron drevs bort, men det rådet inte visste var att han återvände till Mordor nästa år. Sauron gav sig öppet till känna år 2951. Det Vita rådet fick veta att Sauron sökte efter sin ring, men Saruman ljög och försäkrade dem att Ringen i själva verket var på havets botten, där Sauron aldrig skulle kunna hitta den.
När Aragorn fyllde 20 år visade Elrond honom att han var Isildurs arvinge. Han var glad över att Aragorn hade vuxit sig stark och ädel och såg att han med tiden skulle bli ännu större. Elrond gav honom Narsils skärvor och Barahirs ring, men han behöll Annúminas spira, som var den främsta kungaskatten i hela Arnor, eftersom Aragorn ännu inte var redo att bli kung över Gondor och Arnor. Elronds dotter Arwen var på besök hos sin far på den tiden, och när Aragorn såg henne blev han förälskad. Elrond insåg detta, och han var bekymrad eftersom han visste att om Arwen gifte sig med Aragorn så skulle hon välja att bli människa och ge upp sin odödlighet. Aragorn och Arwen blev trolovade med varandra år 2980. När Elrond fick höra detta blev han bedrövad, och han talade med Aragorn om saken för sista gången.
Bilbo kom att bo i Vattnadal som gäst hos Elrond år 3002, och år 3009 kallade Elrond på Arwen för att återvända hem från Lothlórien. Farorna som fanns öster om Dimmiga bergen ökade då Saurons makt växte.

### Roll i Sagan om Ringen
Den 8 oktober 3018 kom bud till Vattnadal från alven Gildor Inglorion om att Frodo Bagger var på väg dit och var förföljd av Nazgûl. Glorfindel skickades ut för att hitta honom, vilket han lyckades med redan nästa dag. Frodo förföljdes till Bruinens vadställe den 20 oktober, och Elrond gjorde så att vattnet i floden började stiga mot Nazgul och de spolades bort av den resulterande flodvågen. Deras hästar dödades, dess kroppar gick förlorade och de återvände till Mordor tomma och formlösa.
Frodo hade blivit allvarligt skadad av Nazgulernas herre. Elrond försökte bota honom dag och natt, tills han slutligen på kvällen den 23 oktober hittade en flisa av en Morguldolk i Frodos axel, och dess gift försökte ta sig till Frodos hjärta. Elrond tog bort den och Frodo vaknade nästa dag. Under den kvällen tog Elrond med Frodo för att träffa sin farbror Bilbo i Eldens sal.
Den 25 oktober hölls Elronds rådslag i Vattnadal. Bland de närvarande i rådet var Frodo och Bilbo, Aragorn, Gandalf, Glorfindel, Elronds främste rådgivare Erestor, Galdor från Grå hamnarna, Gloin och Gimli från Ensamma berget, Legolas från Mörkmården och Boromir från Gondor. Detta råd skulle avgöra den enda ringens framtid, som Frodo hade i sin ägo. När Boromir föreslog att de borde använda ringen mot Sauron vägrade Elrond eftersom han visste att ringen skulle korrumpera den person som försökte bära den. Elrond sade att det var klart för honom att ringen måste kastas i Domedagsbergets eldar, trots att han trodde att när den enda ringen förstördes så skulle alvernas tre ringar förlora sin makt och allt de hade åstadkommit i Midgård skulle blekna. Frodo erbjöd sig att utföra detta uppdrag.
Elrond valde nio följeslagare som skulle följa med Frodo på hans uppdrag. Den första han namngav var Sam Gamgi, Frodos trogna tjänare som hade tagit sig in i rådet utan att ha blivit inbjuden. Han valde ut andra som skulle representera vart och ett av Midgårds fria folk: Gimli för dvärgarna, Legolas för alverna, och Aragorn och Boromir för människorna. Gandalf gick också med, och trollkarlen föreslog att Merry Vinbock och Peregrin Took också skulle få följa med. Elrond hade tänkt skicka tillbaka de två yngre hoberna till Fylke, då han fruktade att de var i fara, men till slut lydde han Gandalfs förslag. Ringens Brödraskap lämnade Vattnadal den 25 december år 3018.
I februari 3019 begav sig Elronds söner Elladan och Elrohir till södern för att gå med Aragorn. Elrond sände bud till Aragorn för att påminna honom om en urgammal profetia vid Dödens stig, och Aragorn tog den mörka vägen för att förhindra att kaparna från Umbar anföll Minas Tirith. Elronds söner följde med honom och deltog i slaget vid Pelennors fält. När Gandalf föreslog att de skulle marschera mot den Svarta porten för att ge Frodo tid att slutföra sitt uppdrag sa Elronds söner att deras far hade gett dem samma råd. Elladan och Elrohir gick med Västerns härskara och stred i slaget vid Morannon den 25 mars 3019, tills ringen förstördes och Sauron och hela hans rike störtades.
Aragorn kröntes till Gondors och Arnors konung den 1 maj, och Elrond var således beredd att låta Arwen få gifta sig med honom som han hade lovat. Elrond och Arwen gav sig av från Vattnadal samma dag och de anlände till Minas Tirith på Midårsafton. Elrond gav Aragorn Annuminas spira som betecknade Aragorns herravälde över Arnor och han gav sin dotters hand till Aragorns. Aragorn och Arwen gifte sig under Midårsdagen.
Efter kung Théodens begravning i Rohan begav sig Elrond och Arwen upp till kullarna nära Edoras. Det var där som de gav sina farväl till varandra, eftersom de aldrig skulle få se varandra igen. Elrond skulle lämna Midgård med alverna för att leva sitt liv i Valinor, men Arwen hade valt att få leva sitt liv som människa och skulle stanna kvar i Midgård tills hon dog. Elladans och Elrohirs val är okänt, men de stannade kvar i Midgård under en tid i den fjärde åldern. 
Elrond återvände till Vattnadal med Gandalf och hoberna. När Frodo skulle bege sig hemåt blev han välsignad av Elrond. Elrond märkte att Frodo hade djupa sår, och att han inte skulle kunna få frid i Midgård. Han berättade för Frodo att han skulle leta efter honom i skogen under hösten.
Den 22 september 3021 träffade Elrond Frodo i Skogsände i Fylke och de begav sig till Grå hamnarna. Elrond hade bott i Midgård i 6520 år och det var dags för honom att bege sig av. Den 29 september seglade Elrond tillsammans med Frodo över havet till Valinor, där han återförenades med sin fru Celebrían.

## Etymologi
Namnet Elrond är på det alviska språket sindarin och kan översättas på olika sätt, men brukar tydas som "Stjärnkupol" eller "Himlavalv". Ordet El betyder "stjärna" och Rond betyder "välvd eller välvda taket", en term som också används som ett annat ord för himmel. En annan tolkning av Elronds namn är "Alven från Grottan", eftersom det sägs att han hade hittats i en grotta efter att han hade blivit tillfångatagen av Fëanors söner. I denna tolkning sägs då att ordet El betecknar också "Alv" (Stjärnornas folk) och Rond var ett annat ord för "grotta".
Elrond kallades för Halvalven eftersom han härstammade från både alver och människor. Det alviska namnet på Halvalv är Peredhel (singular) eller Peredhil (plural). Ordet Per betyder "halv" och ordet Edhel betyder "Alv", i plural är det Edhil.
Hans namn på quenya var troligen Elerondo. 

## Film
I filmen The Hobbit från 1977 gjorde Elronds röst av Cyril Ritchard.
I Ralph Bakshis tolkning av Sagan om Ringen från 1978 spelades Elrond av André Morell.
I Radioteaterns uppsättning av Sagan om Ringen från 1995 röstades Elrond av Anders Nyström.
I Peter Jacksons filmtrilogi om Härskarringen spelades Elrond av Hugo Weaving.